# Bad Vibrations (album)
Bad Vibrations jest szóstym studyjnym albumem amerykańskiego zespołu A Day To Remember. Brzmienie albumu określa się jako połączenie metalcore i pop punku.

## Lista utworów
1. "Bad Vibrations" (3:33)
2. "Paranoia" (3:20)
3. "Naivety" (3:19)
4. "Exposed" (3:38)
5. "Bullfight" (4:35)
6. "Reassemble" (3:57)
7. "Justified" (3:58)
8. "We Got This" (3:49)
9. "Same About You" (3:04)
10. "Turn Off The Radio" (3:46)
11. "Forgive And Forget" (4:42)
12. "Negative Space" (3:37)
13. "In Florida" (3:22)

## Personel
Zespół
- Jeremy McKinnon – wokal
- Neil Westfall – gitara
- Joshua Woodard – gitara basowa
- Alex Shelnutt – perkusja
- Kevin Skaff – gitara prowadząca, dodatkowy wokal

Muzycy gościnni
- Phil Norman – wiolonczela (utwory  4, 7, 8, 11 i 12)
- Ian Short – skrzypce (utwory  7, 8, 11)
- Adrienne Short – skrzypce i altówka (utwory 4, 6–8, 11 i 12)
- Miles Stevenson – dodatkowy wokal (utwór 12)
- Maddie Stevenson – dodatkowy wokal (utwór 12)
- Andrew Wade – dodatkowy wokal (utwór 12)
- Nicole Dunn – dodatkowy wokal (utwór 12)
- Chris Beeble – dodatkowy wokal (utwór 12)
- Andrew Berlin – dodatkowy wokal (utwór 12)
- Jason Livermore – dodatkowy wokal (utwór 12)